# Rafle du 24 septembre 1942
La rafle du 24 septembre 1942 concerne 1 574 Juifs ,,roumains dont 39 enfants domiciliés à Paris ou dans la proche banlieue (Clichy, Levallois, Montreuil, Saint-Ouen, Vincennes). La police municipale met au point le 23 septembre 1942 cette arrestation de masse. Ces juifs roumains sont déportés dans les convois n°37 du 25 septembre, et n°38 du 28 septembre 1942, de Drancy à Auschwitz. Serge Klarsfeld note que "de toutes les années d'Occupation, 1942 fut la plus noire: 42 000 juifs déportés en 43 convois vers Auschwitz-Birkenau".  Du 17 juillet au 30 septembre 1942, 33 057 déportés partent vers le camp d'extermination d'Auschwitz.

## La Rafle
Le 23 septembre 1942, la Police municipale à Paris est informée qu’elle devra mener au plus tôt la capture des familles juives roumaines.
Selon Serge Klarsfeld (2012), dans le Convoi No. 37 en date du 25 septembre 1942, on trouve 729 Juifs roumains et 63 de leurs enfants, et dans le Convoi No. 38, en date du 28 septembre 1942, 609 des 1 574 Juifs roumains arrêtés le 24 septembre (282 hommes, 360 femmes, 21 filles et 46 garçons).